# 생방송 데이트 11
《생방송 데이트 11》는 대한민국 MBC에 방송됐던 연예정보 프로그램이며, 1999년 신년 개편에 맞아 폐지되는 비운을 맞게 된다.

## 방송 일정
- 1998년 11월 11일 ~ 1999년 1월 6일 : 매주 수요일 밤 11시 ~ 11시 50분

## 진행자
- 신동호
- 김지수

## 코너
- 왜 그랬을까